# Нармушадь
Нармуша́дь — село в Шиловском районе Рязанской области в составе Ерахтурского сельского поселения.

## Географическое положение
Село Нармушадь расположено на Окско-Донской равнине на левом берегу реки Торты в 40 км к северо-востоку от пгт Шилово. Расстояние от села до районного центра Шилово по автодороге — 56 км.
К востоку от села Нармушадь расположен большой лесной массив с оврагом Лашма и урочищем Лосина, к северу — урочище Васино Болото, к югу — озеро Святое. К западу от села Нармушадь река Ока на протяжении почти 70 км петляет по широкой пойме, образуя так называемые Кочемарские луки (по имени деревни Кочемары Касимовского района) с цветущими пойменными лугами, дубравами, зарослями кустарника, обилием озёр, ручьев и болот. Все пространство к западу от села, вплоть до правого берега реки Оки (до 7 км) занимают пойменные заливные луга с целым «архипелагом» озёр, наиболее крупные из которых — Выссорское, Торта, Лехино, Нынырки, Тюрсино, Алешино, Большие и Малые Чахты; урочища Шейная, Белый Песок, Старая Шейная, Шогла, Борок, Рыбняшка и т. д., а на реке Оке против села — остров Медвежья Голова. В самом селе находится небольшое озеро Клюковское. Ближайшие населённые пункты — село Ерахтур и посёлок Полевой.

## Население
| 1859 | 1897  | 1906  | 1990  | 2010 |
| ---- | ----- | ----- | ----- | ---- |
| 1828 | ↗2645 | ↗2850 | ↘1069 | ↘601 |

По данным переписи населения 2010 г. в селе Нармушадь постоянно проживают 601 чел. (в 1992 г. — 1069 чел.).

## Происхождение названия
То, что топоним «Нармуша(е)дь» неславянского происхождения, ясно даже неспециалистам. Существует несколько версий о происхождения названия села.
Так М. Н. Макаров ещё в 1846 г усматривал в топониме «Нармушадь» татарское слово. Он писал, что «у монголов нара — солнце; мушаккад или мушкет означает наше труд».
Однако большинство филологов и историков склоняются к тому, что термин «Нармушадь» имеет финно-угорское происхождение. Об этом ещё в 1874 г. писал Н. Любомудров. Михайловский краеведы И. Журкин и Б. Катагощин отмечали, что на эрзянском языке «нарма» переводится как дёрн, а «нармунь» — птица. Именно такой перевод предлагает, в частности «Русско-эрзянский словарь» (1993). А. П. Феоктистов отмечал, что «нармонь» в переводе с эрзя-мордовского — «птичий», а «садь» — «мост», то есть название переводится как «Птичий мост» (Феоктистов А. П. Русско-мордовский словарь, 1971). Интересно, что вплоть до середины 1920-х гг. у села Нармушадь действительно существовала переправа через реку Оку. Э. М. Мурзаев в «Словаре народных географических терминов» (1984) отмечал, что «нар» — на эрзя-мордовском луг, проталина, а на литовском языке «нара» — поток, а также петля, изгиб реки.

Интересную гипотезу высказал в 1970 г. Н. Н. Левошин. Он соотнёс топоним «Нармушадь» с этнонимом, то есть с названием народа, нарушадь или наручадь, исходя из произвольного истолкования летописных сообщений об ордынском князе Тагае, который во время смуты в Орде в 1360—1361 гг. «Наручадь и всю ту страну взял» и «сам о себе княжаше в Наручадской стране». Н. Н. Левошин писал: 
«Наручадская сторона находилась южнее теперешнего города Шацка, где и поныне существует городок Наручат, или по нынешней транскрипции Наровчат, находящийся в Пензенской области. Возможно, часть наручади, основавшая село Нармушадь, пришла из этой стороны. А может быть, когда-то нармушадь жила в наших местах, но потом переселились к югу подобно тому, как из Мещеры ушло много мещеряков за Мокшу». 
Однако достаточно очевидно, что в летописном отрывке речь идёт о территории, которой владел князь Тагай (ныне на ней находится город Наровчат Пензенской области).
В 1997 г. Г. П. Смолицкая предприняла попытку объяснить происхождение отдельных элементов в структуре наименования села Нармушадь. По её мнению, «нар-» (нор-/нер-) — это древняя финская или балто-финская основа в значении «полевой, безлесный»; «-му» — разновидность речного форманта -ма; «-шадь» — изменённый элемент шат, представленный в таких топонимах Рязанской области, как город Шацк, река Шача (более ранний вариант — Шатя).
Согласно местным преданиям и легендам, записанным краеведами В. К. Соколовой (в 1972 г.), А. В. Бабуриным и А. П. Гавриловым (в 1993 г., 2004 г.), название села Нармушадь связано с именем татарской (или мордовской) княжны Нармы, дочери ордынского темника. По легенде, татарская княжна полюбила русского богатыря. И в одной из битв, где сошлись русские и татары, муж княжны, татарский хан, и русский богатырь погибли. Тогда княжна попросила отца поселиться на месте битвы близ излучины реки Оки, разбила здесь шатёр и долго жила на этом месте. Взяла она с собой много русских пленников: кузнеца, скомороха, стрельца, мотателя шёлка. Многие местные названия происходят якобы от имени русского богатыря и татарского хана, а специальности русских пленников дали начало местным фамилиям Кузнецовых, Стрельцовых, Молотковых и др. Через много лет место, где жила княжна Нарма стало населённым пунктом, получившим её имя — Нарма. По указу Петра I Великого это поселение было присоединено к Шацкому уезду, после чего Нарма стала называться Нармушацк. Однажды гонец, проезжавший через Нармушацк, перепутал «цк» с «дь» и в донесении написал не Нармушацк, а Нармушадь. Так и стало село называться с тех пор Нармушадью.
Село делится на три основные части: Завраг (отделён от остальных частей оврагом), Средник (лежит посредине) и Мотков угол (здесь в старину занимались производством шерстяной пряжи). Каждую часть пересекают улочки, переулки, заулки. Названия улиц связаны с географическими и историческими особенностями. Через всё село проходит улица Большая дорога. В старину на обоих концах улицы были деревянные ворота. По ней ездили торговать. От неё отходит ряд улиц, названия которых произошли от фамилий людей знатных или имеющих большие семьи. Например, Борисов заулок, Кузина сторона, Фролов заулок и др. Есть улицы, названия которых связаны с природными условиями, например, Клюковский переулок расположен на берегу Клюковского озера, бывшего в старину болотом, где росло много клюквы.

## История
В окрестностях села Нармушадь к востоку от озера Торта люди селились издревле. Поблизости от села Нармушадь археологами обнаружены остатки стоянки эпохи позднего неолита (3 тыс. до н. э.), а на южной окраине села открыто Нармушадское городище эпохи раннего железного века, включенное в список памятников археологии (национального достояния) федерального значения (Постановления Совета Министров РСФСР от 30.08.1960 и от 04.12.1974).
Село Нармушадь (Нермошед) в Мещерском уезде впервые упоминается в «Выписи из писцовых книг Василия Волынского и Семена Ступишина» за 1578—1579 гг. при определении поместья Ноздруна Неронова в селе Симакине. К указанному документу имеется «Выпись же с отдельных книг отделу городового приказчика Ивана Филиппова лета 7107 (1599 г.), августа в 27 день», где указывается «Нермошедцкая дорога».
Затем село Нармушадь на реке Торта упоминается в жалованной грамоте царя Бориса I Годунова за 1602 г. К этому времени село числилось в Ерахтурской десятине Борисоглебского стана Шацкого уезда.

В писцовых книгах Петра Воейкова за 1628 г. впервые дано подробное описание села Нармушадь, принадлежавшего на правах вотчины протопопу Московского Благовещенского собора: 
«За Благовещенским протопопом Максимом з братьею в вотчине село Нармашедь, на речке на Торте, а в селе церковь Живоначальные Троицы, а в церкве образы и колокола строенья мирское, книги: евангелие печатное, апостол печатной, псалтырь с следованьем печатная — дача Максима протопопа, часовник письменной — дача ключаря Микиты, да на церковной земле: двор поп Петр Емельянов, пашни паханые церковные земли 15 чети в поле, а в дву потомуж, да в селе-ж крестьян 11 дворов, людей в них 25 человек, 22 двора бобыльских, людей в них 29 человек, пашни паханые добрые земли 150 чети, да перелогом 160 чети, да лесом поросло 130 чети без полуосмины, и обоего пашни паханые и перелогом и лесом поросло 440 чети без полуосмины в поле, а в дву потомуж, сена на Оке реке 638 копен. А сошного писма в живущем и впусте добрые земли пол-сохи и пол-пол-пол-треть сохи и 6 чети с полуосминою и с полутретником пашни. А платить ему з живущего за 2 чети с осминою пашни. А написана за ним (прот. Максимом) та вотчина по государеве жалованной грамоте 120 году. А к селу-ж Нармашеди выгонной земли 21 десятина».
По окладным книгам за 1676 г. при Троицкой церкви села Нармушадь Борисоглебского стана показаны 
«двор попа Тимофея, двор попа Петра, двор просвирницын, да прихоцких: двор помещиков, а в нём живёт дворник, крестьянских 144 двора, 5 дворов бобыльских. Да по скаске попове земли с крестьянских дач 7 четвертей в поле, в дву потомуж, сенных покосов на 70 копен. По окладу данных денег 3 рубли 15 алтын».

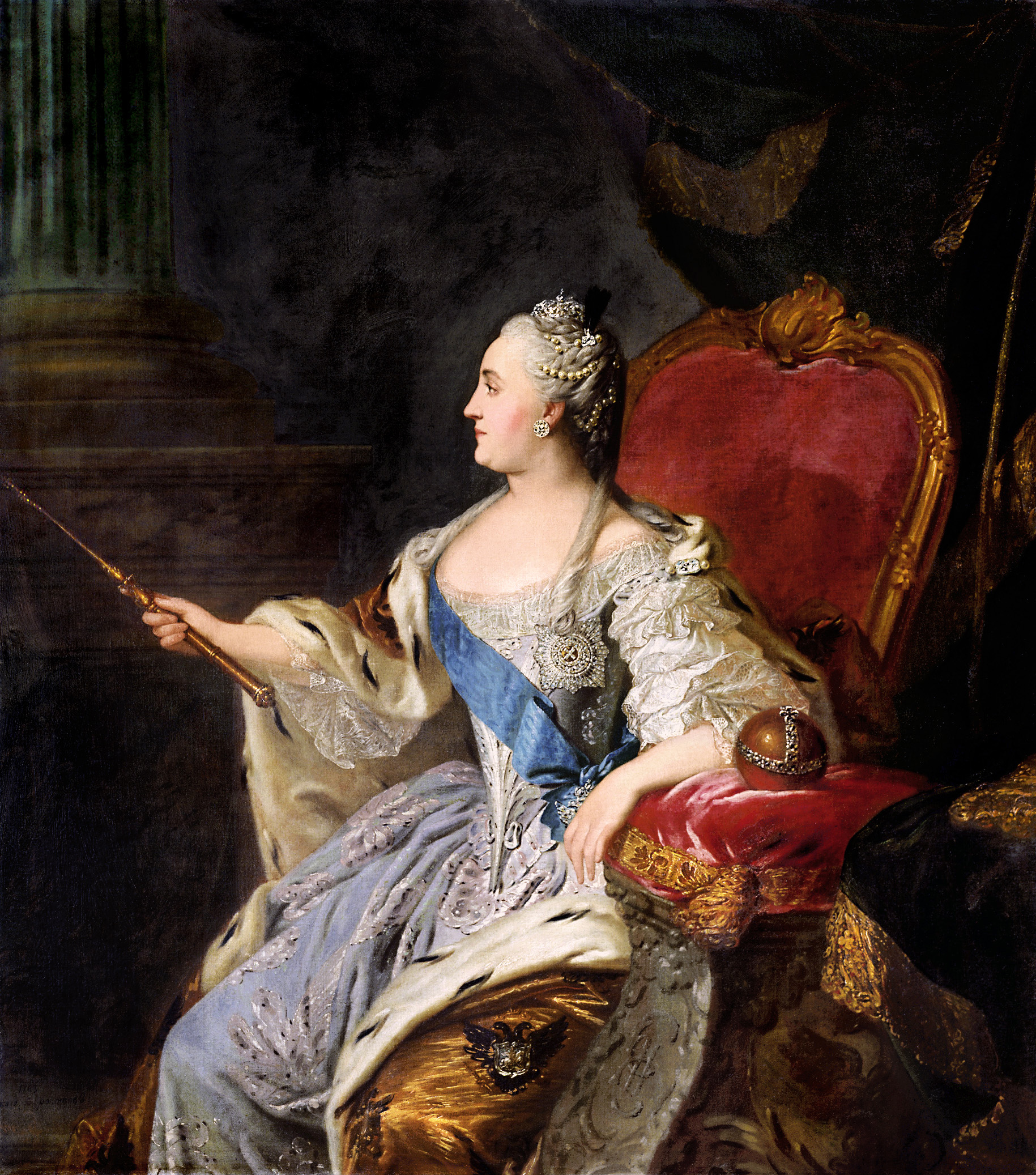
Императрица Екатерина II Алексеевна (1762—1796).

В 1764 г., в результате секуляризационной реформы императрицы Екатерины II, крестьяне села Нармушади перешли в разряд экономических, государственных крестьян. В 1765 г. деревянная Троицкая церковь в селе Нармушадь сгорела, и сельский староста Косьма Осипов просил епархиальное начальство разрешения на строительство новой деревянной церкви в то же храмонаименование, на что было ему дано благословение. А в 1779 г., в результате межевания при образовании Рязанской губернии, село Нармушадь, в котором числилось к этому времени 250 душ мужского пола, было приписано к Касимовскому уезду.
Интересно проследить динамику численности населения села Нармушадь в XVIII—XIX вв.: в 1736 г. здесь числилось 150 дворов, в 1754 г. — 40 дворов, в 1782 г. — 100, в 1805 г. — 120, а в 1832 г. — 146 дворов.
В 1863 г. на средства прихожан и других благотворителей в селе Нармушадь была построена новая деревянная Троицкая церковь с каменным фундаментом, с деревянной вокруг неё оградой. В 1873 г. в Троицком храме был освящен ещё один придельный престол во имя святителя Николая Чудотворца. Статистические отчеты отмечают эпидемию крупного рогатого скота в Нармушади в 1874 г. (пало до 500 голов) и неурожай яровых хлебов в 1885 г. вследствие засухи.

Известно отношение Рязанской Духовной консистории от 20 апреля 1887 г., в котором выражалось согласие преосвященного Феоктиста (Попова), архиепископа Рязанского и Зарайского, на передачу в Рязанский исторический музей некоторых церковных предметов из Троицкой церкви села Нармушадь Касимовского уезда. Передача напрестольного медного креста, медной дароносицы, оловянного сосуда из церкви сопровождалась следующими словами: 
«…предать их на хранение в музей, который учрежден именно с целью сохранения их от уничтожения, для чего хранение происходит в одном месте, в безопасном от огня и других случайностей помещении, под ведением лиц компетентных».
К 1891 г. по данным И. В. Добролюбова, в приходе Троицкой церкви в селе Нармушадь, состоявшем из одного только села, числилось 344 двора, в коих проживало 1177 душ мужского и 1338 душ женского пола, в том числе грамотных — 309 мужчин и 37 женщин.

По данным статистических описаний конца XIX в. село Нармушадь 
«расположено на большой Рязанско-Касимовской дороге, на ровном месте, по трем оврагам, у речек Светловки и Шимелевки, первая впадает в озеро Явцино, а вторая — в озеро Холм. Ближайшая пароходная пристань „Копоново“ находится в 8 верстах». 

Пирогов Александр Степанович (1899—1964), выдающийся российский оперный певец (бас). Скончался 26 июня 1964 на острове Медвежья Голова в окрестностях села Нармушадь.

С 1846 г. в Нармушади действовала земская мужская приходская школа, учрежденная Палатой государственных имуществ, а в 1909 г. была открыта и земская женская приходская школа. Дети учились в школах своего села бесплатно 8 месяцев в году. Кроме школы из общественных зданий и заведений имелись Троицкая церковь, волостная управа, пожарный сарай и чайная лавка. Из местных промыслов главным являлся земледельческий. Из торговых и промышленных заведений имелись винная лавка, крупорушка и медогонка.
В 1907 г. трапезная Троицкой церкви была перестроена, распространена и в ней устроили ещё один придел — во имя Покрова Пресвятой Богородицы. Троицкая церковь в селе Нармушадь этого времени описывается как «зданием деревянная, на каменном фундаменте с такой же колокольней в одной связи, покрыта была железом, крепка».
После Октябрьской революции 1917 г. и установления советской власти Троицкая церковь в селе Нармушадь была закрыта (полностью разрушена в 1950-е). Известно, что в октябре 1937 г. был арестован и вскоре приговорен к расстрелу как «служитель культа» местный псаломщик Михаил Филиппович Фролков.

Одновременно с гонениями на церковь в конце 1920-х гг. в Нармушади, как и в ряде других сел, была проведена насильственная коллективизация. В книге «Из истории коллективизации сельского хозяйства Рязанской области» (1962) сообщается, что в ряде сел Шиловского района из-за «перегибов» в ходе коллективизации впоследствии, в 1930 г., наблюдался массовый выход крестьян из колхозов. В селе Нармушади было подано 90 заявлений о выходе из колхоза. 
«Тяга к выходу из колхозов продолжается, — говорится в документе. — Заявления пишутся коллективно, иногда форма заявлений подается известными уловками — в кругу, чтобы не узнать, кто первый подал заявление. В числе выбывающих большинство — беднота…».

## Социальная инфраструктура
В селе Нармушадь Шиловского района Рязанской области имеются отделение почтовой связи, фельдшерско-акушерский пункт (ФАП), детский сад, Дом культуры и библиотека.

## Транспорт
Основные грузо- и пассажироперевозки осуществляются автомобильным транспортом: село имеет выезд на проходящую поблизости автомобильную дорогу регионального значения Р125: «Ряжск — Касимов — Нижний Новгород».

## Достопримечательности
- Нармушадское городище - укрепленное поселение эпохи раннего железного веков (I—VII вв. н. э.). Памятник археологии, находится на южной окраине села.
- Памятник В. И. Ленину (1870—1924 гг.), первому председателю советского правительства (СНК) и лидеру коммунистической партии РКП(б).
- Памятник односельчанам, погибшим в Великой Отечественной войне 1941—1945 гг.
- Остров Медвежья Голова на реке Оке. Расположен в 5 км к западу от села. Здесь, в 1967 и 1979 гг. соответственно, установлены памятные знаки на месте кончины знаменитого оперного певца Александра Степановича Пирогова (1899—1964 гг.) и на месте захоронения урны с прахом его брата, Алексея Степановича Пирогова (1895—1978 гг.).
- Храм Покрова Пресвятой Богородицы — Покровская церковь. Открыт в 2006 г. в переоборудованном здании бывшего сельсовета.[14]
- Храм Живоначальной Троицы — Троицкая церковь. Построена на месте разрушенной в годы советской власти на средства профессора, академика РАН Николая Павловича Алёшина и его супруги Лидии Федотовны Алёшиной.

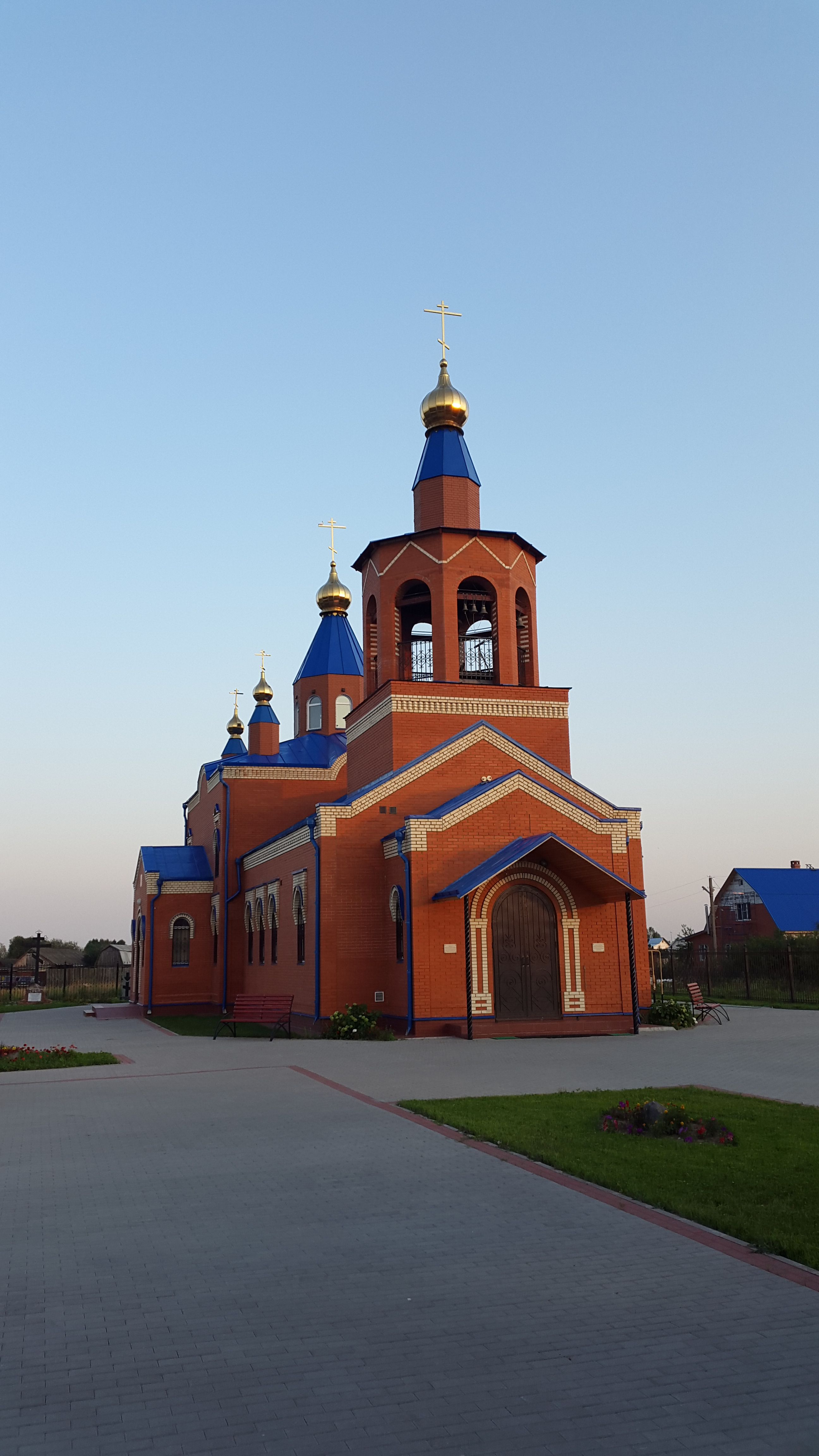

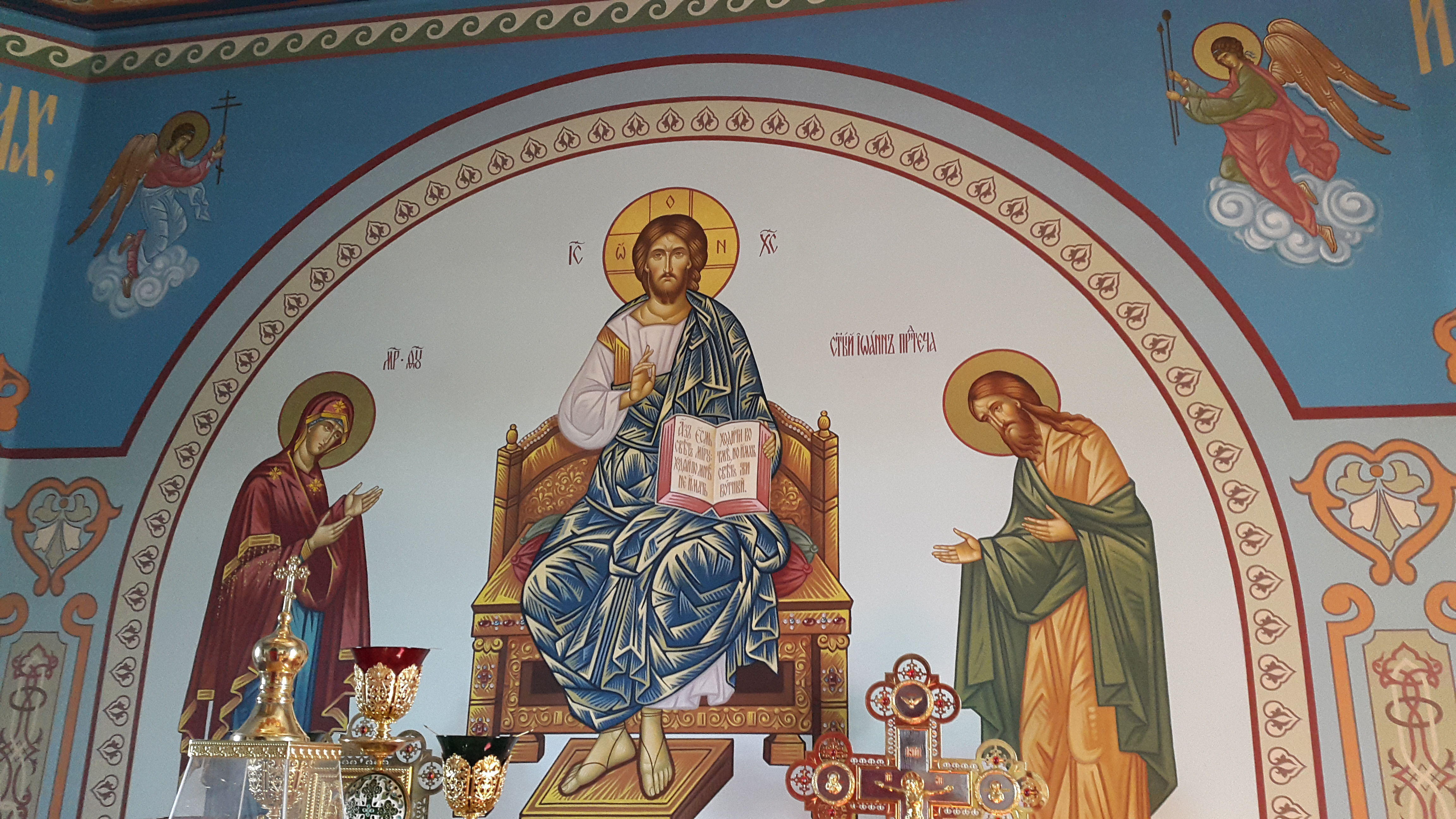
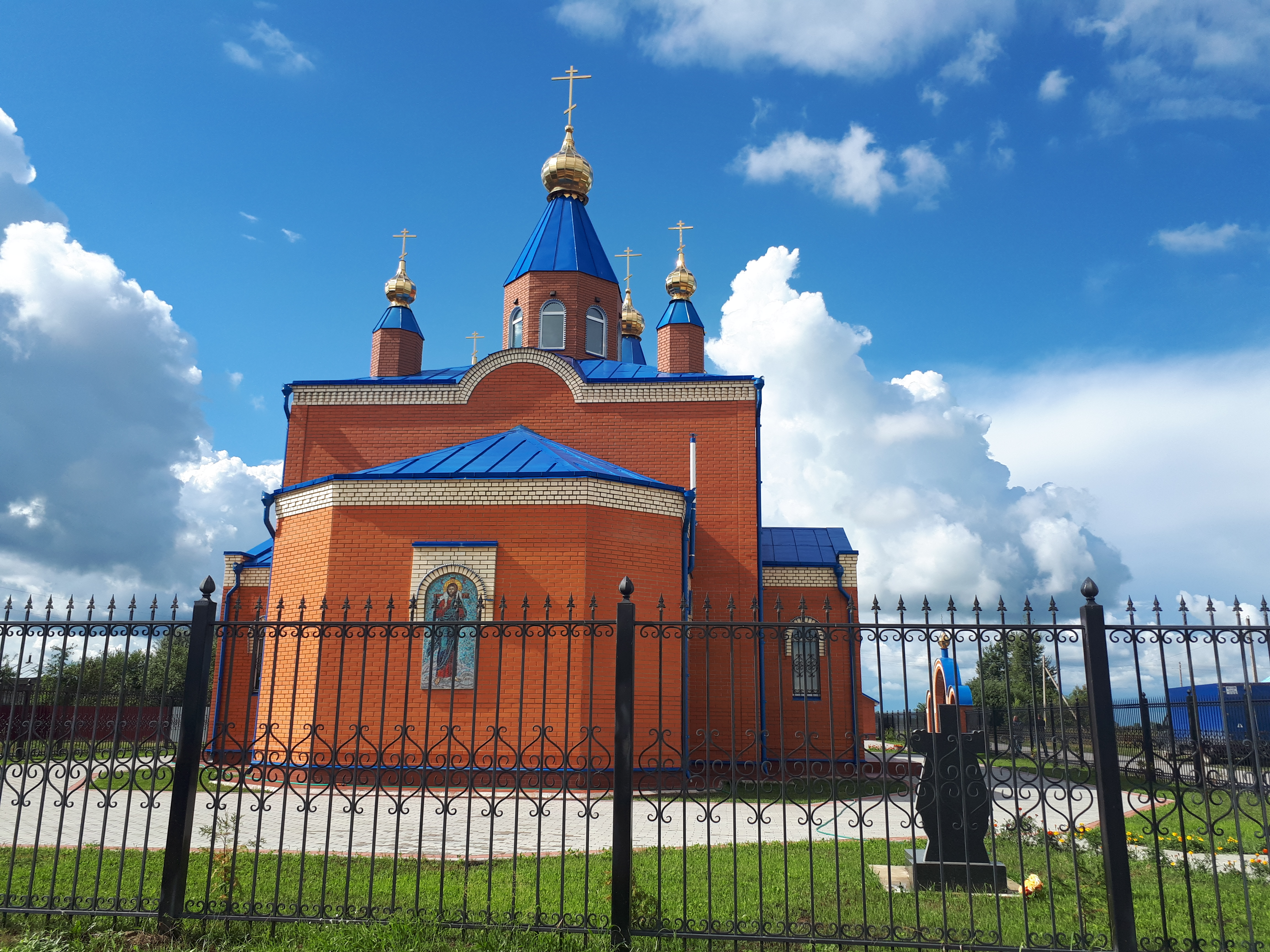
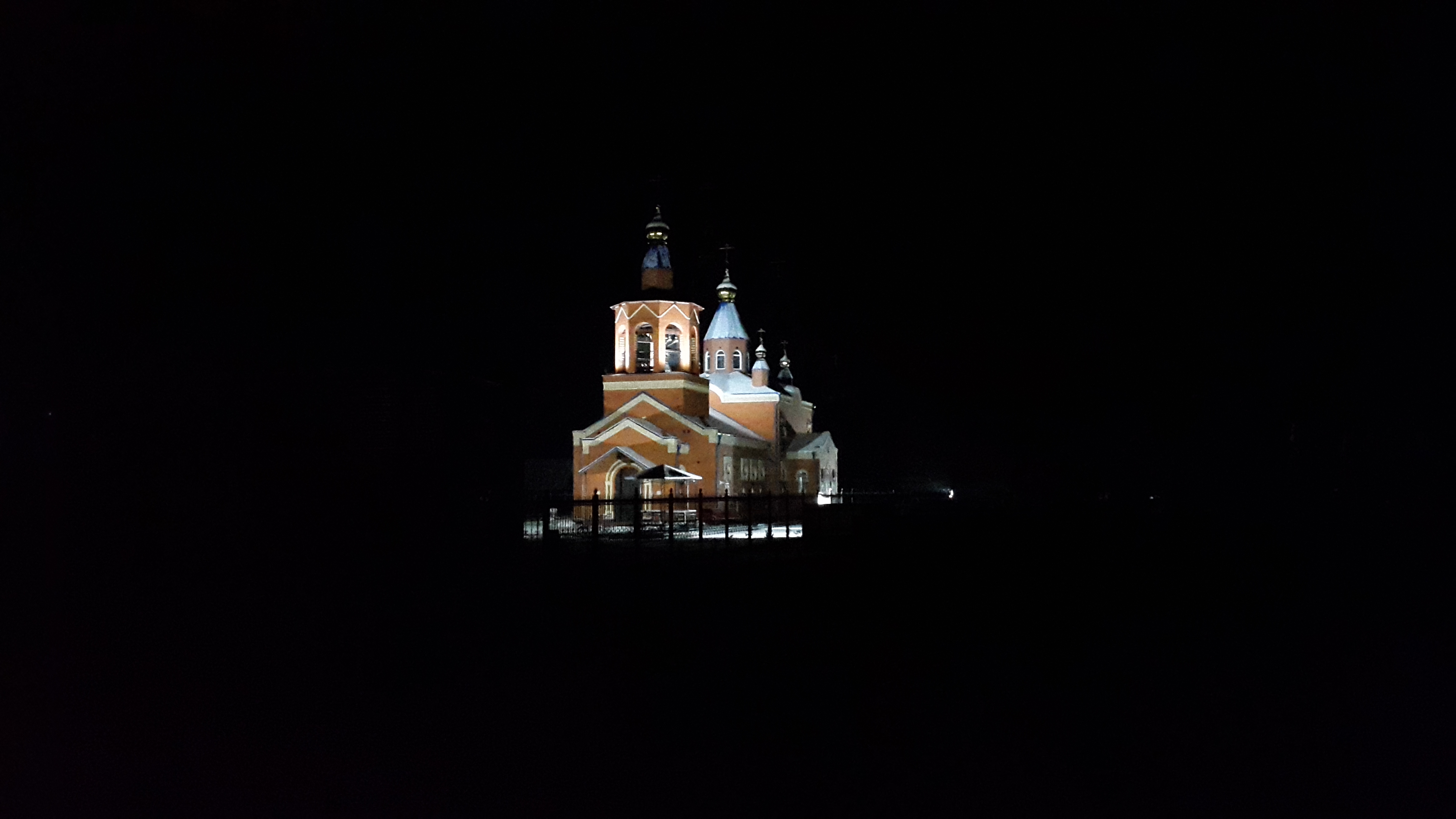

## Известные уроженцы
- Михаил Акимович Шелякин (конец XIX — начало XX в.) — полный Георгиевский кавалер, участник 1-й мировой войны 1914—1918 гг.
- Николай Павлович Алёшин (1941—2023 гг.) — российский ученый в области сварочного производства и фундаментальной теории диагностики сварных соединений, доктор технических наук, профессор, академик РАН (с 2006 г.), заведующий кафедрой технологии сварки и диагностики и проректор по научной работе МГТУ имени Н.Э. Баумана.